# Hilarie Burton
Hilarie Burton Morgan (Sterling Park, Virgínia, 1 de julho de 1982) é uma atriz, apresentadora, produtora e escritora estadunidense. Ficou conhecida por ter interpretado Peyton Sawyer na série One Tree Hill, Sara Eliss na série White Collar (2010–2013) e por sua participação como Dra. Lauren Boswell na série Grey's Anatomy. Entre 2021 e 2024, Burton foi co-apresentadora do podcast Drama Queens, junto com suas colegas de One Tree Hill, Sophia Bush e Bethany Joy Lenz.

## Biografia
Hilarie é filha de James William "Bill" Burton (nascido em 1947), um veterano do Exército dos EUA e Lisa Burton (nascida em 1960), uma corretora imobiliária; Ela nasceu e cresceu na comunidade Sterling Park. Sendo a mais velha dentre quatro filhos, ela descreve sua família como "estreita e firmemente integrada".
Formou-se no ensino médio em 2000, na escola pública Park View High School, onde no segundo ano foi tesoureira do conselho estudantil, no terceiro ano vice-presidente e no quarto ano presidente, além de ter sido chefe das líderes de torcida e rainha do baile. Posteriormente, Burton frequentou a Universidade de Nova York, graduando-se em 2004.

## Vida pessoal
De 2004 a 2008, Burton teve um relacionamento com o assistente de direção de One Tree Hill, Ian Prange, irmão do produtor executivo Greg Prange.
Burton começou a namorar o ator Jeffrey Dean Morgan em 2009, após serem apresentados por seus amigos em comum, Jensen Ackles e Danneel Ackles. Eles tem dois filhos, um menino chamado Augustus Morgan, nascido em março de 2010, e uma menina chamada George Virginia, que nasceu em fevereiro de 2018. Morgan e Burton se casaram oficialmente em 5 de outubro de 2019, em uma cerimônia oficiada por Jensen Ackles.
Em outubro de 2017, quando as notícias dos casos de abuso sexual de Harvey Weinstein foram divulgadas, Burton postou em seu twitter um vídeo de 2003, época em que apresentava o TRL, no qual o ator Ben Affleck apertou seus seios no ar. Quando questionado sobre o incidente, um mês depois no The Late Show with Stephen Colbert, Affleck disse: "Não me lembro, mas peço desculpas por isso. Certamente não acho que ela esteja mentindo ou inventando."
Em novembro de 2017, Burton se manifestou diante das acusações de que o criador de One Tree Hill, Mark Schwahn, havia assediado sexualmente algumas mulheres da equipe, alegando que ela também havia sido assediada por Schwahn, sendo esse o motivo de sua saída da série.

## Carreira
Em 2000, Burton participou de uma competição na MTV, realizada pelo programa TRL, onde o vencedor ganharia um emprego como repórter do canal; Ela venceu o concurso e fez sua estreia no tapete vermelho do MTV Video Music Awards de 2000. Na época, o canal estava procurando novos rostos para comandar seus programas e ofereceu a Burton um emprego como VJ, e ela acabou se tornando apresentadora titular do TRL, permanecendo no programa até 2004.
Em 2003, Burton conseguiu o papel de Peyton Sawyer, na série de drama adolescente One Tree Hill. A série estreou em 23 de setembro de 2003 e passou a ser o programa mais bem avaliado do canal The WB. Em 2005, Burton fez sua estreia no cinema ao lado de Allison Janney no drama Our Very Own. Em 2007, ela estreou o telefilme da Lifetime, Normal Adolescent Behavior, e co-estrelou o filme de terror sobrenatural Solstice, ao lado de Amanda Seyfried. No mesmo ano, ela abriu sua própria produtora, intitulada Southern Gothic Productions (SoGoPro), em sociedade com Nick Gray, Tenney Kelly, James Burton e Meg Mortimer. Em 2008, Burton apareceu no drama The Secret Life of Bees, como a falecida mãe da personagem de Dakota Fanning. Em maio de 2009, após 6 temporadas, o canal The CW anunciou que Burton não retornaria para a sétima temporada de One Tree Hill, com base em sua própria decisão. Em 2010, Burton ganhou um arco recorrente na série de drama policial White Collar, como Sara Ellis, uma investigadora de seguros na segunda temporada. Ela foi promovida a regular em 2011, para a terceira temporada.
Em 2020, Burton publicou seu primeiro livro de não ficção, The Rural Diaries: Love, Livestock, and Big Life Lessons Down on Mischief Farm. Em 2023, ela publicou seu livro de memórias, Grimoire Girl: A Memoir of Magic and Mischief.

## Filmografia
| Ano  | Título                                       | Personagem      | Notas                                                            |
| ---- | -------------------------------------------- | --------------- | ---------------------------------------------------------------- |
| 2005 | Our Very Own                                 | Bobbie Chester  |                                                                  |
| 2007 | Normal Adolescent Behavior                   | Ryan            | Filme para TV                                                    |
| 2007 | The List                                     | Jo Johnston     |                                                                  |
| 2008 | Solstice                                     | Alicia          |                                                                  |
| 2008 | The Secret Life of Bees                      | Deborah Owens   |                                                                  |
| 2009 | The True-Love Tale of Boyfriend & Girlfriend | Boyfriend       | Curta-metragem; também produtora, diretora de arte e figurinista |
| 2010 | Bloodworth                                   | Hazel           |                                                                  |
| 2012 | Naughty or Nice                              | Krissy Kringle  | Filme para TV                                                    |
| 2013 | Christmas on the Bayou                       | Katherine 'Kat' | Filme para TV                                                    |
| 2015 | Surprised by Love                            | Josie Mayfield  | Filme para TV                                                    |
| 2016 | Summer Villa                                 | Terry Russell   | Filme para TV                                                    |
| 2017 | Growing Up Smith                             | Nancy Brunner   |                                                                  |
| 2018 | The Christmas Contract                       | Jolie           | Filme para TV                                                    |
| 2019 | A Christmas Wish                             | Faith           | Filme para TV                                                    |
| 2020 | 618 to Omaha                                 | Sra. Jenkins    | Curta-metragem                                                   |

| Ano       | Título                        | Personagem             | Notas |
| --------- | ----------------------------- | ---------------------- | --- |
| 2000–2004 | Total Request Live            | Ela mesma              | Co-Anfitriã |
| 2002      | Birds of Prey                 | Quiet Classmate        | Episódio 1.03: "Prey for the Hunter" |
| 2002      | Dawson's Creek                | VJ Hilarie             | 100 Light Years from Home" |
| 2003      | MTV's Iced Out New Year's Eve | Ela mesma              | Anfitriã |
| 2003      | MTV Does Miami                | Ela mesma              | Co-Anfitriã |
| 2003      | MTV Diary                     | Ela mesma              | Juntamente com o elenco de One Tree Hill |
| 2003      | The Real World: Las Vegas     | Ela mesma              | Anfitriã da Reunião |
| 2003      | Pepsi Smash                   | Ela mesma              | Anfitriã |
| 2003–2009 | One Tree Hill                 | Peyton Sawyer          | Personagem regular da 1ª a 6ª temporada (130 episódios) Indicada — Teen Choice Award for Choice Breakout TV Star Female (2004) Indicada — Teen Choice Award for Choice TV Actress: Drama/Action/Adventure (2004) Indicada — Teen Choice Award for Choice TV Actress: Drama (2005) |
| 2005      | Unscripted                    | Ela mesma              | Episódio 1.05 |
| 2008      | Little Britain USA            | Estudante Lésbica      | Episódio 1.06 |
| 2010–2013 | White Collar                  | Sara Ellis             | Recorrente na 2ªTemporada (onde aparece em 5 episódios) Regular na 3ªTemporada (onde aparece em 10 episódios) Recorrente na 4ªTemporada (onde aparece em 4 episódios) |
| 2012      | Castle                        | Kay Cappuccio          | Episódio 4.13: "An Embarrassment of Bitches" |
| 2013      | Grey's Anatomy                | Dr. Lauren Boswell     | Episódio 9.22 "Do You Believe in Magic" Episódio 9.23 "Readiness Is All" Episódio 9.24 "Perfect Storm" |
| 2013      | Hostages                      | Samantha               | Episódio 1.02 "Invisible Leash" Episódio 1.03 "Power of Persuasion" Episódio 1.04 "2:45 PM" Episódio 1.11 "Off the Record" |
| 2014-2015 | Forever                       | Iona Payne/Molly Dowes | Episódio 1.08: The Ecstasy of Agony Episódio 1.16: Memories of Murder |
| 2015      | Extant                        | Anna Schaefer          | Episódio 2.02 "Morphoses Episódio 2.03 "Empathy for the Devil" Episódio 2.05 "The New Frontier" Episódio 2.06 "You Say You Want an Evolution" Episódio 2.07 "The Other" Episódio 2.10 "Don't Shoot the Messenger"                                                                 |
| 2016-2017 | Lethal Weapon                 | Karen Palmer           | Episódio 1.07: Fashion Police Episódio 1.15: As Good As It Getz Episódio 1.17: A Problem Like Maria Episódio 2.02: Dancing in September Episódio 2.03: Born To Run |
| 2020      | The Walking Dead              | Lucille Smith          | Episódio: "Here's Negan" T10E22 |
| 2020      | Council of Dads               | Margot                 | Papel recorrente; 6 episódios |
| 2022      | Good Sam                      | Gretchen Taylor        | Episódio: "Continue falando" |

| Ano  | Titulo           | Persinagem    | Notas                  |
| ---- | ---------------- | ------------- | ---------------------- |
| 2005 | "The Mixed Tape" | Peyton Sawyer | Jack's Mannequin video |